# Dinuba
Dinuba és una població dels Estats Units a l'estat de Califòrnia. Segons el cens del 2007 tenia 20.007 habitants.

## Demografia
Segons el cens del 2000, Dinuba tenia 16.844 habitants, 4.493 habitatges, i 3.724 famílies. La densitat de població era de 1.901,6 habitants per km².
Dels 4.493 habitatges en un 52,3% hi vivien nens de menys de 18 anys, en un 59,8% hi vivien parelles casades, en un 16,6% dones solteres, i en un 17,1% no eren unitats familiars. En el 14,4% dels habitatges hi vivien persones soles el 8,4% de les quals corresponia a persones de 65 anys o més que vivien soles. El nombre mitjà de persones vivint en cada habitatge era de 3,72 i el nombre mitjà de persones que vivien en cada família era de 4,02.
Per edats la població es repartia de la següent manera: un 35,8% tenia menys de 18 anys, un 12,7% entre 18 i 24, un 27,5% entre 25 i 44, un 15% de 45 a 60 i un 9,1% 65 anys o més.
L'edat mediana era de 26 anys. Per cada 100 dones de 18 o més anys hi havia 101,1 homes.
La renda mediana per habitatge era de 33.345 $ i la renda mediana per família de 33.769 $. Els homes tenien una renda mediana de 23.663 $ mentre que les dones 25.364 $. La renda per capita de la població era d'11.566 $. Entorn del 21,1% de les famílies i el 26,2% de la població estaven per davall del llindar de pobresa.

## Poblacions més properes
El següent diagrama mostra les poblacions més properes.